# Buckcherry
Buckcherry é uma banda de hard rock formada em 1995 na cidade de Los Angeles e indicada ao Grammy de hard rock. É considerada por muitos uma das melhores bandas da nova geração do hard rock. A banda lançou dois álbuns (em 1999 o álbum homônimo de estreia e em 2001, Time Bomb) antes da banda acabar no verão de 2002. Em 2005, Josh Todd (vocalista) e Keith Nelson (guitarrista) fizeram uma nova banda usando o mesmo nome e lançaram um álbum em Abril de 2006, chamado 15 e conseguiram o primeiro top dez da banda, com o hit "Sorry".
O vocalista da banda participou da gravação do clipe e da música "10 Miles Wide" da banda Escape the fate.
A banda teve duas passagens pelo Brasil, a primeira vez foi em maio de 2011, quando abriu o show da banda Motley Crue. Já a segunda vez foi em outubro de 2013, no festival Monsters Of Rock. No mesmo ano, lançou seu sexto álbum, Confessions.

## Formação (1995-1999)
Josh Todd cresceu em Anaheim Hills, Califórnia, e mais tarde mudou-se para Lake Forest, Califórnia. Logo no início, a banda liderada Todd Hollywood glam rock Slamhound. Ele finalmente encontrou o guitarrista Keith Nelson através de seu tatuador (Kevin Quinn) depois de descobrir um amor comum por AC/DC . A dupla fez algumas demos antes de ser acompanhado pelo baixista Jonathan Brightman eo baterista Devon Glenn, que se autodenominam Sparrow. Sparrow começou a executar ao redor da cena do clube de Hollywood, recebendo um público forte, local, devido à sua velha escola do rock and roll vibe, e assinou contrato com a DreamWorks Records pouco depois. O grupo mudou seu nome para Buckcherry depois de receber uma carta de cessar e desistir de uma gravadora chamada Sparrow (de propriedade da EMI ). Embora Buckcherry é um spoonerism de Chuck Berry , o grupo disse que foi inspirado por um conhecido drag queen deles chamado Buck Cherry (cereja Buck também foi o apelido de John Armstrong, guitarrista do grupo de 1980 new-wave The Modernettes).

## O sucesso comercial: 1999-2002
A banda lançou seu álbum de estreia auto-intitulado em 1999, para elogios da crítica e vendas de ouro certificados. O álbum, produzido por Terry Date ( Soundgarden / Mother Love Bone / Pantera / Steve Jones ), incluía os singles " Lit Up "," For The Movies "," Dead Again "e" Check Your Head ".
Depois de adicionar o guitarrista Yogi Lonich à programação em 1999, Buckcherry excursionou sem parar em apoio ao álbum de estréia, incluindo a abertura de Lenny Kravitz em sua tour Freedom (1999) e participando na infame Woodstock 99 , antes de voltar ao estúdio em 2000 para trabalhar em um follow-up, Time Bomb (2001). O segundo álbum foi considerado uma decepção por muitos críticos,  e não se saíram tão bem nas paradas. Allmusic observou que "Por um segundo registro, é surpreendente como cansado e niilista que já são.  Buckcherry realizada a abertura Datas de AC/DC na Primavera de 2000.  A partir de Agosto de 2001 a Janeiro de 2002, como a tensão sobre a direção musical, em conjunto, Jonathan Brightman , Yogi Lonich e Devon Glenn cada deixaram sucessivamente Buckcherry, e foram substituídos por Dave Markasky, Josh Fleeger e Matt Lawrence, respectivamente. Josh Todd e Keith Nelson ainda planejava continuar a banda, e começou o processo de escrita para um terceiro álbum. O álbum nunca foi concluído, no entanto, a banda foi colocada em hiato em julho de 2002.

## Reunião e Crüe Fest: 2005-2009
Em 2005, Josh Todd reformulou o Buckcherry com Keith Nelson e novos membros como Stevie D., Jimmy Ashurst, e Xavier Muriel. Em 2006, a banda lançou o álbum 15 para o sucesso comercial e de crítica. Ele ressuscitou a banda com hits " Crazy Bitch "," Sorry "," Everything e "Next 2 You ".
Em 15 de abril de 2008, Buckcherry anunciou que estaria em turnê como parte do Mötley Crüe 's Crüe Fest , juntamente com o Papa Roach , Sixx:A.M. , e Trapt .  A turnê começou em 1 º julho de 2008, em West Palm Beach, Flórida .
Em 16 de setembro de 2008, a banda lançou o seu quarto álbum, Black Butterfly , que estreou no número 8 nas 200 melhores gráficos. Foi o número um álbum de rock naquela semana. Naquele ano, Josh Todd foi destaque no álbum This War Is Ours do Escape the Fate . Ele cantou na música " 10 Miles Wide e fez backing vocals em" Harder Than You Know. " Em 2009, ele foi destaque no vídeo da música "10 Miles Wide".
Em maio de 2009, o KISS anunciou que Buckcherry seria a banda de abertura na turnê de 2009/10 nos EUA e Canadá. Em 30 de julho, Buckcherry foi destaque na Kerrang! Semana da excursão do rock com The 69 Eyes e Caro Superstar no Fórum HMV, em Londres. Outras bandas que tocaram na Semana do Rock incluíram a banda de New Metal Limp Bizkit que acabava de sair de seu hiato , Youmeatsix e Lacuna Coil . DragonForce também era para tocar durante a semana de Rock, mas desistiu.
Em 29 de setembro de 2009, Buckcherry lançou seu primeiro álbum ao vivo, ao vivo e alto 2009 , que eles tocaram algumas de suas maiores canções como " Sorry "," Lit Up "," Crazy Bitch ", e muito mais. O álbum foi registrado em maio de 2009, durante sua turnê canadense em Edmonton , Calgary , Medicine Hat , e Regina .

## Membros da banda

### Membros atuais
- Josh Todd - Vocalista (1995-2002, 2005-presente)
- Keith Nelson - Guitarra (1995-2002, 2005-presente)
- Stevie D. - Guitarra (2005-presente)
- Xavier Muriel - bateria, percussão (2005-presente)
- Kelly LeMieux [Baixo] (2013-presente]

### Ex-integrantes
- Jonathan Brightman - baixo (1995-2002)
- Devon Glenn - Bateria (1995-2002)
- Yogi - Guitarra (1999-2002)
- Jimmy Ashhurst - Baixo (2005-2013)

## Discografia

### Álbuns
| Ano  | Álbum            | Posições | Certificação |
| Ano  | Álbum            | EUA 200  | Certificação |
| ---- | ---------------- | -------- | ------------ |
| 1999 | Buckcherry       | 74       | Ouro         |
| 2001 | Time Bomb        | 64       | -            |
| 2006 | 15               | 39       | Platina      |
| 2008 | Black Butterfly  | ?        | -            |
| 2010 | "All Night Long" | ?        | -            |
| 2013 | "Confessions"    | ?        | -            |

### Singles
| Ano  | Single                   | Posições | Posições | Posições | Álbum       |
| Ano  | Single                   | EUA      | CAN      | UWC      | Álbum       |
| ---- | ------------------------ | -------- | -------- | -------- | ----------- |
| 1999 | "Lit Up"                 | -        | -        | -        | Buckcherry  |
| 1999 | "For the Movies"         | -        | -        | -        | Buckcherry  |
| 1999 | "Dead Again"             | -        | -        | -        | Buckcherry  |
| 2000 | "Check Your Head"        | -        | -        | -        | Buckcherry  |
| 2001 | "Ridin'"                 | -        | -        | -        | Time Bomb   |
| 2006 | "Crazy Bitch"            | 59       | -        | -        | 15          |
| 2006 | "Next 2 You"             | -        | -        | -        | 15          |
| 2007 | "Everything"             | 117      | 50       | -        | 15          |
| 2007 | "Broken Glass"           | -        | -        | -        | 15          |
| 2008 | "Sorry"                  | 9        | 7        | 22       | 15          |
| 2008 | "Out of Line"            | -        | -        | -        | 15          |
| 2012 | "Gluttony"               | -        | -        | -        | Confessions |
| 2013 | "Nothing Left But Tears" | -        | -        | -        | Confessions |